# راف سی‌تی‌آر
روف سی‌تی‌آر (Ruf CTR) خودرویی در کلاس خودرو اسپورت است که طراحی آن موتور عقب با توزیع نیروی پیشران می‌باشد. طول خودرو در حالت طبیعی ۴٬۲۹۰ میلیمتر (۱۶۹ اینچ)، عرض آن در حالت طبیعی ۱٬۷۷۵ میلیمتر (۶۹٫۹ اینچ) و ارتفاع آن در حالت طبیعی ۱٬۳۱۱ میلیمتر (۵۱٫۶ اینچ) و وزن آن در حالت طبیعی ۱٬۱۷۰ کیلوگرم (۲٬۵۷۹ پوند) است. سیستم جعبه‌دندهٔ آن ۵ دنده به صورت دستی است.